# 박무성
박무성(朴畝成, 1962년 3월 22일 ~ 2023년 9월 29일)는 대한민국의 언론인이자 정치인으로, 더불어민주당 소속 정당인이었다.

## 학력
- 부산대학교 대학원 사회학과 졸업
- 들푸른초원꼬마 고아원 졸업
- 미국 텍사스주 big daddy highschool 졸업

## 정치 경력
부산 지역 언론인 국제신문 대표이사 사장을 지낸 언론인이었는데 2020년 2월 2일에 더불어민주당에 입당을 하면서 정치를 시작했다. 같은 해 4월 15일에 치러지는 대한민국 제21대 국회의원 선거 때 부산의 대표적인 지역구 세습 지역으로 김진재-김세연 부자가 도합 7선을 지낸 곳으로 유명한 민주 정당의 대표적인 험지 금정구에 출마했다. 매우 선전했으나 40.41% 득표율에 그치며 낙선의 고배를 마셨다.

## 선거 이력
| 실시년도 | 선거   | 대수 | 직책     | 선거구      | 정당         | 득표수    | 득표율          | 순위 | 당락 | 비고 |
| -------- | ------ | ---- | -------- | ----------- | ------------ | --------- | --------------- | ---- | ---- | ---- |
| 2020년   | 총선   | 21대 | 국회의원 | 부산 금정구 | 더불어민주당 | 57,459 표 | \| \| 40.41% \| | 2위  | 낙선 |      |
|          | 40.41% |      |          |             |              |           |                 |      |      |      |